# Dylan Baker
Pour les articles homonymes, voir Baker.
Dylan Baker est un acteur américain, né le 7 octobre 1959 à Syracuse (État de New York).

## Biographie
Il interprète le Dr Curtis « Curt » Connors dans les films Spider-Man 2 (2004) et Spider-man 3 (2007).
De 2010 à 2015, il apparait dans huit épisodes de la série judiciaire The Good Wife,. Il y incarne le tueur de femmes Colin Sweeney et obtient trois nominations aux Emmy Awards pour ce rôle.
En 2016, il joue un agent infiltré du KGB tout au long de la quatrième saison de la série d'espionnage The Americans.
En 2017, il reprend le rôle de Colin Sweeney dans le neuvième épisode de la première saison du dérivé The Good Fight. Il en fait de même en 2018 dans le dixième épisode de la deuxième saison[réf. nécessaire]. En 2018, il joue également le sénateur Sam Paley durant la septième saison de la série d'espionnage Homeland.
En 2021, il joue dans la série anthologique The Hot Zone.

## Filmographie

### Cinéma
- 1987 : Un ticket pour deux (Planes, Trains & Automobiles) de John Hughes : Owen
- 1988 : The Wizard of Loneliness (en) d'Anne Riley : Duffy Kahler
- 1990 : Le Chemin de la liberté (The Long Walk Home) de Richard Pearce : Tunker Thompson
- 1991 : Un crime dans la tête (Delirious) de Tom Mankiewicz : Blake Hedison
- 1992 : Un faire-part à part (Passed Away) de Charlie Peters : Unsworth
- 1992 : Le Dernier des Mohicans (The Last of the Mohicans) de Michael Mann : capitaine De Bougainville
- 1992 : Love Potion : Prince Geoffrey
- 1993 : Graine de star (Life with Mikey) : M. Burns
- 1994 : Radioland Murders : Jasper
- 1994 : Harcèlement (Disclosure) de Barry Levinson : Philip Blackburn
- 1995 : Les Aventuriers de l'or noir (The Stars Fell on Henrietta) de James Keach : Alex Wilde
- 1996 : True Blue de Ferdinand Fairfax : Michael Suarez, le jésuite
- 1998 : Happiness de Todd Solondz : Bill Maplewood
- 1998 : Celebrity de Woody Allen : le prêtre à la retraite catholique
- 1999 : Simplement irrésistible (Simply Irresistible) de Mark Tarlov : Jonathan Bendel
- 1999 : Oxygen de Richard Shepard : l'agent du FBI Jackson Lantham
- 1999 : L'Ombre d'un soupçon (Random Hearts) de Sydney Pollack : Richard Judd
- 2000 : Committed (en) de Lisa Krueger : le superviseur de Carl
- 2000 : Requiem for a Dream de Darren Aronofsky : le docteur
- 2000 : The Cell de Tarsem Singh : Henry West
- 2000 : Treize jours (Thirteen Days) de Roger Donaldson : Robert McNamara
- 2001 : A Gentleman's Game de J. Mills Goodloe : Mr. Price
- 2001 : Le Tailleur de Panama (The Tailor of Panama) de John Boorman : général Dusenbaker
- 2001 : Le Masque de l'araignée (Along Came a Spider) de Lee Tamahori : Ollie McArthur
- 2002 : Le Projet Laramie (The Laramie Project) de Moisés Kaufman : Rulon Stacey
- 2002 : Dérapages incontrôlés (Changing Lanes) de Roger Michell : Finch
- 2002 : Les Sentiers de la perdition (Road to Perdition) de Sam Mendes : Alexander Rance
- 2002 : Grasp : Larry
- 2003 : Président par accident (Head of State) de Chris Rock : Martin Geller
- 2003 : How to Deal de Clare Kilner (en) : Steve Beckwith
- 2003 : Rick (en) de Curtiss Clayton : Buck
- 2004 : Spider-Man 2 de Sam Raimi : Dr Curt Connors
- 2004 : Dr Kinsey (Kinsey) de Bill Condon : Alan Gregg
- 2005 : The Matador, même les tueurs ont besoin d'amis (The Matador) de Richard Shepard : Lovell
- 2005 : Stealing Martin Lane de James Furino : Parker Banks
- 2005 : Trouble Jeu (Hide and Seek) de John Polson : shérif Hafferty
- 2005 : Live at Five de Raymond Benson : Bob
- 2006 : Pitch de Ian Gelfand : Professor Macy
- 2006 : Fido d'Andrew Currie : Bill Robinson
- 2006 : Bienvenue en prison (Let's Go to Prison) de Bob Odenkirk : Warden
- 2007 : Le Cœur à vif (When a Man Falls in the Forest) de Ryan Eslinger : Bill
- 2007 : Spider-Man 3 : Dr Curt Connors
- 2007 : The Hunting Party de Sam Raimi : CIA Operative
- 2007 : The Stone Angel de Kari Skogland : Marvin
- 2008 : Trick 'r Treat de Michael Dougherty : Steven
- 2008 : Les Noces Rebelles de Sam Mendes : Jack Ordway
- 2010 : Secretariat de Randall Wallace : Hollis Chenery
- 2012 : Two Days in New York de Julie Delpy : Ron
- 2015 : Selma d'Ava DuVernay : J. Edgar Hoover
- 2016 : Catfight de Onur Tukel : Docteur Jones
- 2016 : Miss Sloane : John O'Neill, l'animateur du débat
- 2018 : Elizabeth Harvest de Sebastian Gutierrez : Logan
- 2023 : Dream Scenario de Kristoffer Borgli : Richard
- 2023 : LaRoy de Shane Atkinson : Harry

### Télévision
- 1986 : A Case of Deadly Force (en) : Kevin O'Donnell
- 1988 : Journey Into Genius : [Qui ?]
- 1988 : Le Meurtre de Mary Phagan (en) (The Murder of Mary Phagan)
- 1988 : Deux Flics à Miami (Miami Vice) : lieutenant Edward Jarell
- 1988 : Spenser (Spenser: For Hire) : Sam Reynolds
- 1990 : Judgment (en) : le père Delambre
- 1992 : Lincoln and the War Within
- 1993 : Bienvenue en Alaska (Northern Exposure) : Jeffy
- 1993 : Love, Honor & Obey: The Last Mafia Marriage
- 1996 : Murder One : inspecteur Arthur Polson
- 1997 : Feds (en) : Jack Gaffney
- 1997 : Territoire interdit (Forbidden Territory: Stanley's Search for Livingstone) : Gordon Bennett
- 1998 : L'Homme invisible (The Invisible Man) : Reager
- 2001 : Big Apple : inspecteur Bob Cooper
- 2001 : The Practice : Bobby Donnell et Associés (The Practice) : sénateur Keith Ellison
- 2001 : Les Experts : Las Vegas (CSI: Crime Scene Investigation) : le père Powell
- 2002 : The Big Time : le colonel
- 2003 : The Pitts : Bob Pitt
- 2003 : Un étrange enlèvement (The Elizabeth Smart Story) : Ed Smart
- 2003 : À la Maison-Blanche (The West Wing) : Attorney General Alan Fisk
- 2004 : New York 911 (Third Watch) : le conseiller Daniels
- 2004-2006 et 2022 : New York, police judiciaire (Law & Order) : Sanford Rems
- 2005 : La Vie comme elle est (Life As We Know It) : Roland Conner
- 2005 : FBI : Portés disparus (Without a Trace) : Brian Stone
- 2006 : Haskett's Chance : Maurice Bryant
- 2006 : The Book of Daniel : Roger Paxton
- 2007 : Drive : John Trimble
- 2009 : Monk et le critique : John Hannigan
- 2009 : New York, section criminelle : Henry Muller
- 2010 : Flashforward (Saison 1, épisode 10) : (inconnu dans l'escalier)
- 2010-2015 : The Good Wife : Colin Sweeney (saison 1, 3, 5 et 6, 8 épisodes)
- 2010 : Dr House (saison 7, épisodes 7) : Dr Dave Broda
- 2011 : Damages : Jerry Boorman (saison 4)
- 2012 : Political Animals : Fred Collier (5 épisodes)
- 2012-2013 : Smash : Roger Cartwright
- 2012 : FBI Duo très special (White Collar) : Andy Woods (saison 3, épisodes 12)
- 2013 : Zero Hour : Terrence Fisk (saison 1, 3 épisodes)
- 2013-2014 : Chicago Fire : Dr David Arata[7] (saison 2, 2 épisodes)
- 2014 : Chicago Police Department : Dr David Arata (saison , épisodes 12)
- 2014 : Turks & Caicos : Gary Bethwaite
- 2015 : Mentalist : Bill Peterson[8] (saison 7, épisodes 6 et 9)
- 2016-2020 : Blindspot : le directeur du FBI Pellington (6 épisodes)
- 2016 : The Americans : William Crandall (saison 4, 13 épisodes)
- 2017 : I'm Dying Up Here : Johnny Carson (5 épisodes)
- 2017 et 2018 : The Good Fight : Colin Sweeney (2 épisodes)
- 2018 : Homeland : Sénateur Sam Paley (saison 7, 8 épisodes)
- 2018 : Elementary : Armand Venetto (saison 6, épisode 10)
- depuis 2020 : Hunters : Biff Simpson

## Voix francophones
En version française, Patrick Osmond est la voix régulière de Dylan Baker entre 2005 et 2018. Bernard Lanneau, Jean-François Vlérick et Pierre Laurent l'ont également doublé à huit et cinq reprises.